# Szolnoki Szabolcs
Szolnoki Szabolcs (1973. július 1.) magyar üzletember, televíziós szereplő. A mesterséges gyémántokkal foglalkozó kereskedelemben tevékenykedik. 2024-ben a TV2 „Házasság első látásra” című reality műsorának második évadában szerepelt, amelyben az esküvő napján találkozott először ex feleségével, Judittal.

## Élete és karrierje
Szolnoki saját elmondása szerint több mint húsz évig élt házasságban, amelyből két gyermeke született. Üzleti tevékenységét a mesterséges gyémántok kereskedelmére alapozta. A nyilvánosság előtt először a TV2 valóságshow-jában szerepelt 2024-ben, ahol egy kísérleti házasságban vett részt.

## Jogügyi események
2024-ben a Debreceni Rendőrkapitányság elfogatóparancsot adott ki Szolnoki Szabolcs ellen. A rendőrség hivatalos tájékoztatása szerint a körözés oka „megrontás”, amely a hatályos Büntető Törvénykönyv alapján a tizennegyedik életévét be nem töltött személlyel szembeni szexuális visszaélés bűncselekményének felel meg.